# 岸英明
岸 英明（きし ひであき、1987年2月14日 - ）は日本のお笑い芸人。お笑いコンビ「ぱいんはうす」のメンバー。静岡県藤枝市出身。
『ロペス』の愛称で知られる。株式会社カフナロック所属。

## 人物・略歴
- 静岡県立藤枝東高等学校[1]、千葉大学物理学科卒、千葉大学大学院物理コース修士課程修了
- 2017年、イタリアで開催された社交ダンス国際大会では準優勝に輝いた[2]。
- 2017年、ドイツで開催された社交ダンス国際大会「ジャーマンオープン2017」では、日本人としては新記録の順位を樹立した[3]。

## 出演
【TV】
- 中居正広の金曜日のスマイルたちへ（TBS）